# Гоцуленко Володимир Миколайович
Володи́мир Микола́йович Гоцу́ленко (13 липня 1943, Москва — 23 березня 2015, Київ) — український російськомовний поет, журналіст, сценарист; член Спілки журналістів України з 1972 року та Спілки радянських письменників України з 1976 року. Лауреат Одеської обласної премії імені Едуарда Багрицького за 1978 рік, Республіканської премії ЛКСМУ імені Миколи Островського за 1986 рік та Премії імені Миколи Ушакова за 2003 рік.

## Біографія
Народився 13 липня 1943 року в місті Москві (нині Російська Федерація) у сім'ї військовослужбовця. 1971 року закінчив Київський технологічний інститут харчової промисловості. Член КПРС з 1974 року.
Працював у періодичних виданнях Одеси: у 1970-х був редактором «Комсомольської іскри», потім став відповідальним секретарем «Вечірньої Одеси». У Києві обіймав посади: у 1979—1982 роках — відповідального секретаря журналу «Барвінок»; у 1982—1984 роках — головного редактора журналу «Ранок»; у 1984–94 роках головного редактора видавництва «Молодь»; у 1994—1996 роках — завідувача українського відділення Інформаційного телеграфного агентства Росії; з 1996 року — генерального продюсера видавничого центру ЗАТ «Діорама»; з 1998 року — генерального продюсера газети «Московский комсомолец» в Україні. Останні роки був шеф-редактором тижневика «Таємниці минулого».
Помер у Києві 23 березня 2015 року.

## Творчість
Писав на пушкінську тему, про молодь, інтимну лірику. Автор поетичних збірок:
- «Музыка дождей» (Київ, 1972);
- «Время трав» (Одеса, 1974);
- «Ромашковая улица» (Одеса, 1978);
- «Взгляд» (Київ, 1981);
- «Однажды» (Київ, «Радянський письменник», 1985);
- «Дорога к Пушкину» (Київ, «Молодь», 1987; Москва, «Молодая гвардия», 1989);
- «Талисман» (Москва, 1987);
- «Стихи» (Київ, «Дніпро» 1989);
- «Знак Нострадамуса» (Москва, «Южная инициатива», 1993);
- «Снег цвета боли» (Київ, 2003).

У Москві у 1988 році вийшли платівка «Дорога до Пушкіна» у виконанні Миколи Караченцова та у 1994 році компакт-диск «Передчуття любові» із романсами поета. Його вірші перекладали українською, білоруською, болгарською, угорською, китайською, сербською, словацькою, французькою та чеською мовами.
Автор сценаріїв:
- художнього музичного телефільму про Олександра Пушкіна «Романс о Поэте», знятого телерадіокомпанією «Останкіно» у 1993 році[1];
- вистави-мюзикла «Колесо фортуни», поставленого режисером В. Булатовою у 1993 році Кримським українським музичним театром[1].

## Виноски
1. ↑  За збірку «Однажды»[2].